# FlatOut Racing 3D
FlatOut Racing 3D — видеоигра серии FlatOut в жанре аркадного автосимулятора, разработанная студией Xendex Entertainment и изданная компанией I-Play для мобильных телефонов 5 декабря 2008 года.
Как в других играх серии FlatOut, в проекте игроку предстоит поочерёдно проходить гоночные состязания на различных автомобилях. В игре присутствует повреждение как автомобилей, так и окружающих объектов. По мере прохождения открываются новые трассы и машины.
Разработка FlatOut Racing 3D велась компанией Xendex, представители которой черпали идеи из предыдущий частей серии. Автосимулятор был неоднозначно воспринят игровой прессой. К достоинствам были отнесены идея и визуальный стиль, но критиковалась сложность и звук.
Также этой же студией выпущена 2D-версия игры с видом сверху (FlatOut Racing 2D).

## Игровой процесс
FlatOut Racing 3D представляет собой аркадный автосимулятор, выполненный в трёхмерной графике. Игроку предстоит пройти бронзовый, серебряный и золотой уровни, каждый со своими трассами. В каждой гонке участвуют четыре соперника. После прохождения трассы на призовых местах (первом, втором или третьем) открывается следующая трасса, а также присваивается медаль (в соответствии с занятым местом, золотая, серебряная или бронзовая). После прохождения некоторого количества трасс также открываются новые автомобили, которых в игре всего восемь.
Во время гонок игрок может заработать запас закиси азота; для этого необходимо сбивать автомобили соперников или окружающие объекты. Закись азота позволяет быстро набирать скорость. В гонках есть возможность сократить маршрут, однако, если сильно срезать путь, стрелка будет указывать на пропущенную контрольную точку. При столкновениях с тяжёлыми объектами или автомобилями соперника машина будет повреждаться, что может привести к поломке автомобиля и, как следствие, проигрышу. На трассах также различаются погодные условия, например может быть дождь или снег.

## Разработка и выход игры
FlatOut Racing 3D была анонсирована 6 ноября 2008 года, после того, как студия разработчиков Xendex Entertainment заключила контракт с издателем Empire Interactive на продолжение серии FlatOut для мобильных телефонов. Издатель I-Play, в свою очередь, должен опубликовать игру в мобильных сетях распространения игр.  Разработчики утверждают, что при создании FlatOut Racing 3D, они были вдохновлены FlatOut: Head On для портативной приставки PlayStation Portable, и обещали в предстоящем проекте ждать такой же зрелищный игровой процесс, три класса автомобилей, 24 трассы, погодные эффекты, а также максимальные разрушения окружения и автомобилей.
Технически является доработанным ретекстуром прошлой игры студии — 4 Wheel Xtreme, которая вышла в 2007 году.
Выход FlatOut Racing 3D состоялся 5 декабря 2008 года в сетях распространения мобильных игр в европейских странах.

## Оценки и мнения
Спэннер Спенсер, обозреватель сайта pocketgamer, оценил FlatOut Racing 3D в 6 баллов из 10 возможных. Критику понравилась интересная идея игры и трассы, заметив, что в визуальном плане игра выглядит великолепно, однако к недостаткам были отнесены невысокая скорость и несбалансированная, зачастую низкая сложность, а также «ужасные» звуковые эффекты. В итоге Спенсер отметил, что «проект имеет большой потенциал среди реалистичных гоночных игр за последнее время, но ему не хватает разнообразия и оптимизации, чтобы стать отличной аркадной гонкой, которую вы бы хотели».